# チコ・ローランド
チコ・ローランド（Chico Lourant、1929年3月30日 - 2015年7月20日）は、日本で活躍したアリゾナ州ツーソン出身の俳優。本名はアーサー・ローラント(Arthur Lourant )。エディアラブプロに所属していた。

## 略歴
朝鮮戦争に出征した後。1954年に退役。東洋を旅してまわるが、香港で資金が尽きてしまう。友人の観光ガイドをした見返りに貰った金でトランペットを購入して独学で学び、ナイトクラブでトランペット奏者の仕事をして稼ぎ、東京都に移る。銀座のクラブで演奏中に東宝の映画監督からシドニー・ポワチエと間違われたことがきっかけで俳優としてデビューするが、程なくしてアメリカに帰国しロサンゼルスで親族が経営しているクリーニング店で働いていたが、柔道や空手などを学ぶために日本へと戻り、再び俳優として活動。
1960年代から1970年代にかけ、日本の映画やテレビドラマで黒人役として活躍した。
1980年代中盤の時点では外国人専門芸能プロダクションの国際部長を務めていた。
2015年7月20日、アリゾナ州ツーソンにて86歳で死去。
資料によっては「チコ・ローラント」と表記されているものもある。

## 出演作品

### 映画
- 激突! 殺人拳（1974年） - ボンド
- 反逆の報酬（1973年） - ジョー
- ゾロ目の三兄弟（1972年） - ポストン
- 男の世界（1971年） - ジョニー
- ガメラ対大魔獣ジャイガー（1970年） - ギボー（ウェスター島文化使節）
- 昆虫大戦争（1968年） - チャーリー
- 女めくら 花と牙（1968年） - ジョン・マースン
- 野郎に国境はない（1965年） - マイク・コステロ
- 真紅な海が呼んでるぜ（1965年） - ルイ
- 無責任遊侠伝（1964年） - ボデイ・ガード
- 肉体の門（1964年） - 黒人牧師
- 黒い太陽（1964年） - ギル
- 血とダイヤモンド（1964年） - ルファース
- 狼の王子（1963年） - ビッガー
- 波止場の賭博師（1963年） - ニグロの船員
- 青い街の狼（1962年） - ダニー
- 誇り高き挑戦（1962年） - サム
- ブルータウン 青い街の狼（1962年）
- 嵐を突っ切るジェット機（1961年） - チコ・ジャクスン
- 太平洋のかつぎ屋（1961年） - ニツク・ミラー
- 俺の血が騒ぐ（1961年） - 乾分テーラー
- 狂熱の季節（1960年） - ギル

### テレビドラマ
- 快傑ハリマオ（1960年） - ムルキ[6]
- 飼育（1961年） - 黒人兵[5]
- 海を見ていたジョニー (1967年) - ジョニー
- キイハンター 第225話「大空のギャング 現金強奪作戦」（1972年） - トム
- 太陽にほえろ! 第15話「拳銃とトランペット」（1972年） - サム・ジョーンズ / ギル[9]
- 愛の戦士レインボーマン 第32話「改造人間パゴラ」（1973年） - パゴラ
- Gメン'75
  - 第54話「密航船」（1976年） - トム・ニコルソン
  - 第118話「黒人兵カービン銃乱射事件」（1977年） - トム・ギルバード
- 明日の刑事 第74話「ろくでなしビリィの子守唄」（1979年）
- 母たることは地獄のごとく 炎の女・澤田美喜（1981年7月8日、日本テレビ） - ジャクソン

### CM
- 那智黒総本舗（1972年）